# Karl Weinhold (Politiker)
Karl Weinhold (* 23. Januar 1946 in Elterlein; † 3. Dezember 2018) war ein deutscher Politiker (DDR-CDU, ab 1990 CDU). Von 1994 bis 1995 war er Abgeordneter des Sächsischen Landtags.

## Leben
Nach dem Abitur absolvierte Weinhold 1964/65 eine Berufsausbildung zum Betonbauer. Anschließend studierte er von 1965 bis 1968 an der Ingenieurschule Apolda, wo er als Ingenieur für Betontechnologie abschloss. 1968 war er als TKO-Leiter und Technologe im Betonwerk Luckenwalde, 1969 bis 1972 als Bauleiter bei BMK Süd und von 1972 bis 1978 als Investbauleiter im Eisenwerk Elterlein tätig. Anschließend wechselte er in die LPG P Schlettau, wo er von 1979 bis 1990 als Abteilungsleiter für Bau und Investitionen fungierte.
Weinhold war evangelisch-lutherischer Konfession, verheiratet und hatte zwei Kinder.

## Politik
Weinhold war seit 1971 Mitglied der CDU der DDR und gehörte seit 1990 der CDU an. Seit 1972 war er Mitglied im Ortsgruppenvorstand bzw. Ortsverbandsvorstand und war 1988 bis 1990  Ortsgruppenvorsitzender. Weiterhin war er von 1983 bis 1988 Mitglied im Kreisvorstand der CDU im Kreis Annaberg.
Der Stadtverordnetenversammlung von Elterlein gehörte Weinhold von 1975 bis 1984 und von 1989 bis 1990 an. Seit 1990 war er Mitglied im Stadtrat von Elterlein und gehörte auch dem Kreistag von Annaberg an. Von 1990 bis 2009 bekleidete er das Amt des hauptamtlichen Bürgermeisters der Stadt Elterlein, in der er zahlreiche Gewerbeansiedlungen, u. a. die Takata-Petri (Sachsen) GmbH und die Max Bögl Bauunternehmung GmbH & Co. KG ermöglichte. In seine Amtszeit fallen die Eingemeindungen von Schwarzbach und Hermannsdorf.
Bei der Landtagswahl in Sachsen 1994 wurde er über die Landesliste der CDU Sachsen in den Sächsischen Landtag gewählt. Er schied 1995 aus dem Landtag aus. Für ihn rückte im Juli 1995 Gisela Clauß nach.